# The Devil's Chord
"The Devil's Chord" (디즈니+ 한국어 제목: 악마의 화음)는 영국의 SF 드라마 닥터 후 시즌 1의 두번째 에피소드이다. 러셀 T 데이비스가 각본을, 벤 체셀이 감독을 맡았으며, 2024년 5월 11일 제1화 "Space Babies" (우주 아기들)와 함께 BBC iPlayer와 디즈니+를 통해 공개되었다.
에피소드의 줄거리는 15대 닥터 (슈티 개트와)와 루비 선데이 (밀리 깁슨)가 락밴드 비틀즈를 만나러 1963년 런던으로 향했다가 온 세상이 음악에 흥미를 잃어버린 모습을 발견하고 '마에스트로' (징크스 몬순)라는 알 수 없는 존재와 마주하게 된다는 내용을 담고 있다.
"The Devil's Chord"의 영국 BBC 방영 당시 총 391만 명의 시청자를 동원하였다. 평론가들의 반응은 대체로 긍정적이었으며 징크스 몬순의 연기가 호평 요소로 작용하였다.

## 줄거리
1925년 영국. 한 피아노 선생이 학생과 수업을 진행하다 '악마의 화음' (devil's chord, 한국어로 셋온음)의 개념을 알려준다. 그때 '마에스트로'라는 존재가 피아노 속에서 소환되어, 선생이 머릿속에 터득하고 있던 음악의 정수를 흡수해 버린 뒤 죽여 버린다. 그런 다음 마에스트로는 제4의 벽을 깨고 카메라 너머 시청자를 바라보면서, 피아노로 닥터 후 오프닝곡을 연주한다.
닥터는 루비의 소망을 이뤄주기 위해 1963년 비틀즈가 애비 로드 스튜디오에서 첫 앨범을 녹화하던 현장으로 찾아간다. 그런데 녹음에 들어간 비틀즈는 폴 매카트니의 개에 관한 괴상한 노래를 부르기 시작한다. 여기에 여가수 실라 블랙이나 오케스트라 녹음 현장에서도 똑같이 수준낮은 공연을 펼치는 것을 발견하게 된다. 역사가 잘못되었음을 직감한 닥터와 루비는 구내식당으로 찾아가 존 레논과 폴 매카트니와 이야기를 나누면서 온 세상이 음악에 대한 흥미를 잃어버린 탓에 이렇게 형편없는 수준으로 전락해 버렸다는 사실을 알게 된다.
스튜디오 옥상으로 향한 닥터는 음악의 부재가 인류에게 파멸적인 결과를 가져다줄 것이라 걱정하며 루비에게 피아노로 악곡을 연주하게 한다. 그런데 그때 피아노에서 마에스트로가 소환되어 나오고, 그를 피해 도망치던 닥터는 소닉 드라이버로 음파를 없애서 마에스트로의 위력을 없애보려 하지만 그마저도 실패해 버린다. 그 와중에 닥터는 마에스트로의 웃음소리가 예전에 만났던 놀이의 신 '토이메이커'의 웃음소리와 똑같다는 것을 직감한다.
마에스트로의 추격으로부터 벗어난 닥터는 루비가 원래 살던 2024년의 런던으로 향한다. 그곳에서 루비는 핵겨울을 겪고 있는 런던과 마주하며 마에스트로의 등장으로 세상이 이렇게 되었음을 실감한다. 그때 마에스트로가 나타나 두 사람과 대적하고, 자신이 토이메이커의 딸임을 밝힌다. 마에스트로는 우주에서 모든 생명체를 근절하고 풍성음 (바람소리)만 남겨 버릴 계획이라고 설명한다. 또 마에스트로의 계획을 멈추려면 위력을 봉쇄해 버릴 수 있는 특정한 선율을 찾아야 하겠지만 쉽지 않으리라고 장담한다.
닥터와 루비는 1963년 런던으로 돌아온다. 마에스트로는 루비를 공격하지만 합창곡 "Carol of the Bells"과 함께 눈이 내리기 시작하면서 멈칫한다. 그리고 루비가 태어난 날 밤에 흐르던 노래임을 알아보며 그 힘은 '가장 오래된 자'의 위력이라고 밝힌다. 마에스트로에게 음악 결투를 신청하며 스튜디오로 들어온 닥터는 밀스의 피아노를 연주하며 마에스트로를 봉쇄할 선율을 찾아 나서지만, 마지막 음을 찾아내는 데에는 실패한다. 다시 풀려난 마에스트로는 피아노를 방 밖으로 내보내고 닥터와 루비를 악기 안에 가두어 버린다.
그 순간, 밖에 있던 존 레논과 폴 매카트니가 피아노를 발견하고 그 위에 닥터가 치던 선율의 음표가 떠 있는 모습을 보고서 나머지 선율을 완성한다. 마에스트로가 피아노 안으로 끌려들어가기 시작하고, 닥터와 루비는 겨우 풀려난다. 마에스트로는 '기다리는 자'가 닥터를 찾아올 것이라는 예언과 함께 피아노 속으로 갇혀 사라지고, 온 세상에 음악이 다시 존재하게 된다. 닥터와 루비는 '결말에는 반전이 있다'는 노래 가사를 부르며 한편의 뮤지컬 무대를 펼친 뒤 타디스에 오른다.

### 다른 에피소드와의 연관성
1963년으로 넘어간 닥터는 루비와 함께 스튜디오 옥상에서 런던 풍경을 보며 저기 쇼어디치 인근에 자신과 손녀가 살고 있을 것이라고 밝힌다. 이는 드라마 사상 첫 에피소드인 〈An Unearthly Child〉 (1963년)에서 1대 닥터와 수전 포어맨이 런던 쇼어디치의 고물상에 타디스를 주차해 놓고 살았던 설정을 언급한 것이다. 한편 "The Timeless Children" (2020년)에서 마스터가 타임로드를 학살해 버린 이래 수전이 어떻게 되었을까 생각하며 걱정하는 모습도 보인다.

## 제작

### 각본과 촬영
"The Devil's Chord"의 각본은 러셀 T 데이비스가 맡았다. 에피소드의 제목은 2024년 3월 31일 에피소드 전편의 제목이 공개되기 전인 2023년 12월 《닥터 후 매거진》을 통해 선행 공개되었다. 러셀은 이번 에피소드가 전쟁에 나선 신을 등장시키는 여러 에피소드 가운데 첫번째가 될 것이라고 밝혔다. 또한 이번 에피소드는 닥터가 뮤지컬 파트에 뛰어드는 장난성 연출이 들어가게 되는, 제작진의 반응이 별로인데다 계속해서 편집하자고 이야기했다고 밝혔다. 다만 에피소드 공개 이후 뮤지컬 파트에 대해 평론가들은 호평을 내렸다.

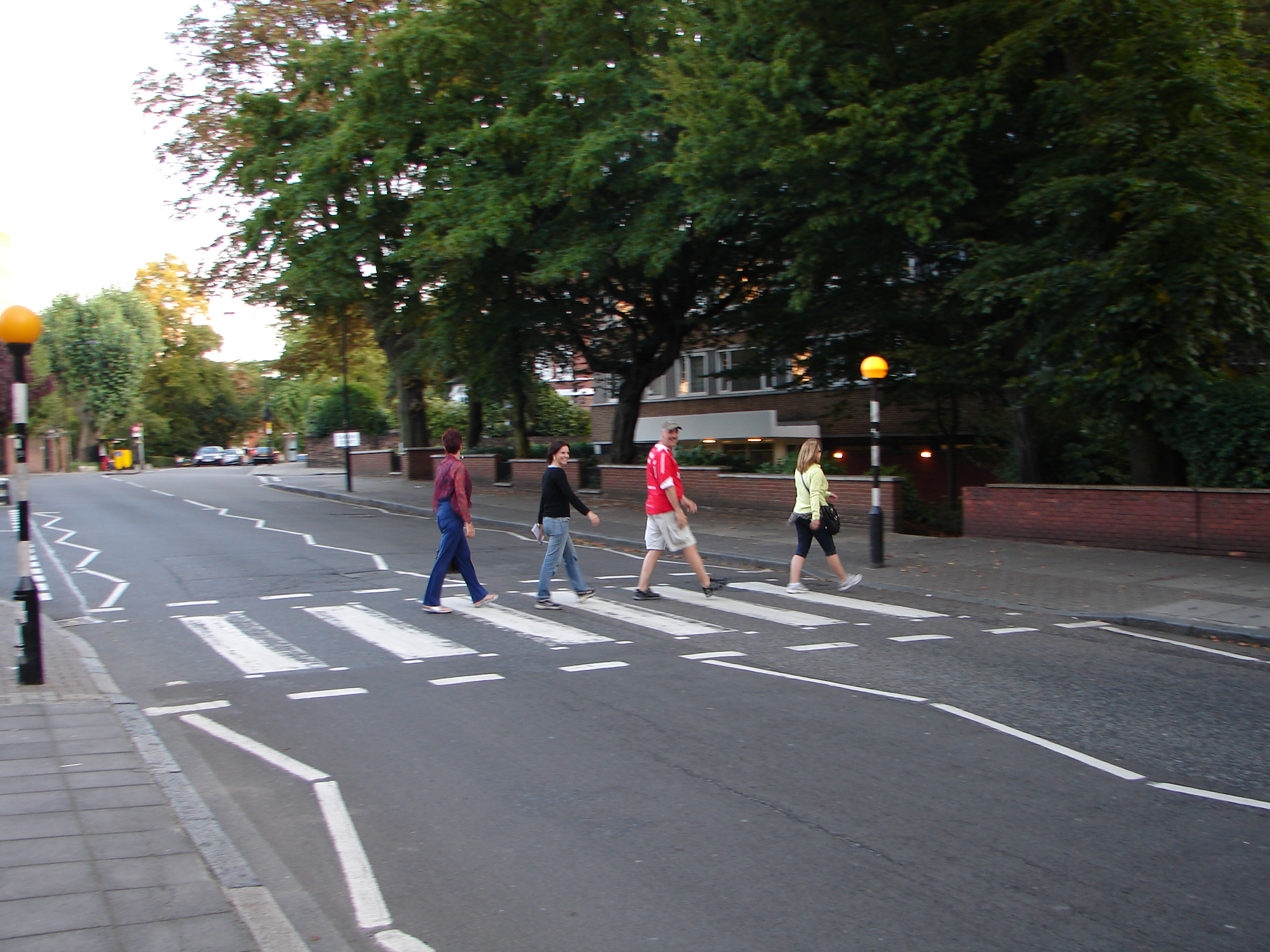
제작진은 비틀즈의 애비 로드 (사진)를 배경으로 한 앨범 커버의 패러디를 위해 카디프의 한 거리를 촬영장소로 삼았다.

에피소드의 감독은 벤 체셀이 맡았으며 2023년 5월 촬영에 들어갔다. "Devil's Chord"는 제6화 "Rogue"와 함께 시즌 1의 네번째 제작일정으로 편성되어 촬영되었다. 작중 런던의 애비 로드를 재현하기 위해 웨일스 카디프의 퍼레이드가 (Parade street)가 촬영장소로 활용되었으며, 배경에는 블루 스크린이 설치되어 런던 풍경을 재현하였다. 또 내부촬영 당시 사용된 피아노는 두 대로, 하나는 실제 피아노고 다른 하나는 내부가 텅 비어 마에스트로 역의 배우 징크스 몬순이 들어갈 정도의 공간을 갖췄다.
마지막 뮤지컬 장면에서 등장하는 우산 씬은 원래부터 의도한 것은 아니었지만, 에피소드 초반에 비가 와서 우산을 쓰는 장면을 감안하여 뮤지컬 파트에서도 사용한다는 제작진의 아이디어로 추가되었다. 뮤지컬 장면과 관련해 러셀은 올드 시즌 시절인 〈Pyramids of Mars〉 (1975년)에서도 등장한 바 있다며, 지난 2005년 뉴 시즌 1을 제작할 당시부터 카바레 연출을 넣고 싶었다고 밝혔다.

### 캐스팅
이번 에피소드의 주인공으로 슈티 개트와와 밀리 깁슨이 각각 14대 닥터와 루비 선데이 역으로 출연했다. 여기에 비틀즈 멤버 역으로 에드 화이트, 크리스 메이슨, 조지 케이플, 제임스 호일스가 각각 조지 해리슨, 존 레논, 폴 매카트니, 링고 스타로 출연하였다. 실라 블랙 역에는 조시 세드귁 데이비스가 출연하였다.
음악의 신 마에스트로 역에는 징크스 몬순이 출연하였다. 또 구내식당 여직원으로 수전 트위스트가 출연하는데, 60주년 특집 에피소드인 "Wild Blue Yonder" 이래 모든 에피소드에서 각기 다른 배역으로 출연하고 있다. 티모시 드레이크 역에는 제레미 림이 출연하였다. 림의 아버지 로저 림은 1980년대 닥터 후의 보조 작곡을 맡은 바 있다.
카메오 출연으로는 실리 발라스와 요하네스 라데베 등이 출연하였으며, 닥터후 전 의상디자이너 준 허드슨이 마에스트로에게 살해되는 할머니 역으로 출연한다. 마지막 뮤지컬 파트에서 닥터후 현 작곡가 머리 골드도 카메오로 출연해 피아노를 치는 모습으로 등장한다.

### 의상
"The Devil's Chord"에서 닥터와 루비는 1960년대풍 패션으로 등장한다. 닥터가 입은 푸른 정장은 롤링 스톤스의 이미지에서 영감을 얻었다. 마에스트로의 의상도 디자이너 팸 다운 (Pam Downe)이 키보드 의상, 극장 드레스, 미국 밴드리더 의상 등 총 3가지 시안을 디자인하였는데, 후자의 경우 "The Giggle"에서 토이메이커가 밴드리더로 등장한 모습을 연상시킨다. 마에스트로 역의 배우 징크스 몬순은 가수 아델의 극장용 의상과 비틀즈의 Sergeant Pepper 앨범을 인용한 밴드 리더 복장 등, 음악사를 대표하는 아티스트로부터 영감을 얻은 의상이 되었다고 밝혔다.

## 방송과 평가

### 방송
"The Devil's Chord"는 2024년 5월 11일 자정 BBC iPlayer (영국)와 디즈니+ (전세계)를 통해 처음으로 공개되었으며, 당일 오후 BBC One을 통해 제1화 "Space Babies"에 이어서 방영되었다.공개에 앞서 5월 6일 평론가 전용 조기 상영회가 열렸다.
BBC One 방영 당시 밤사이 통계에 따르면 이번 에피소드의 시청자수는 총 240만 명으로, 이전화보다 20만 명이 줄은 것으로 나타났다. 시청률이 낮은 이유에 대해 라디오 타임스의 루이즈 그리핀 (Louise Griffin)은 BBC iPlayer를 통해 온라인으로 공개된 지 20시간이 지나서야 본방송이 이뤄졌기 때문이라고 추정했다. 최종 시청자수는 총 391만 명으로 집계되었다.

### 평론가들의 반응
평점 사이트 로튼 토마토의 전문가 리뷰는 평론가 12인에 92%의 신선도를 기록하였으며 평점은 10점 만점에 4.6점이었다. 로튼 토마토는 "'The Devil's Chord'는 몇몇 유명인 친구들의 작은 도움과 마에스트로 역으로 나온 징크스 몬순의 인상적인 악역 변신으로 그럭저럭 볼만하다"는 총평을 내렸다. 메타크리틱은 평론가 18인, 100점 만점에 72점을 기록하였으며 "대체로 호평" 등급이 매겨졌다. 평론가들 사이에서는 징크스 몬순의 연기가 호평을 받았다.
이번 시즌 1~2화를 리뷰한 토털 필름의 윌 새먼 (Will Salmon)은 "The Devil's Chord"에 별점 4점을 매기며 "더욱 확실하고 시청자를 즐겁게 만드는 에피소드"라 평했다. 여기에 "슈티 개트와와 밀리 깁슨의 연기는 대단했고, 징크스 몬순은 악당스러운 에너지로 가득차 있다"고 평했다.
인버스의 호아이트란부이 (Hoai-Tran Bui)는 다소 엇갈린 평가를 내리면서도 "닥터후의 새 시대가 어떤 모습인지 유망스럽게 보여주는 하이컨셉 SF와 하이캠프의 흥미로운 만남"이라 밝혔다. 덴 오브 긱의 스테판 모하메드 (Stefan Mohamed)는 호평을 내렸으나 이번 에피소드에서 드러난 연관성이 과거 에피소드와 연결되지 않는 부분을 지적하였다. 벌처의 제니퍼 잔 (Jennifer Zhan)은 이번 에피소드가 마음에 들었으며 특히 징크스 몬순의 연기와 마지막 뮤지컬 파트에 호평을 보냈다.